# Haplolobus canarioides
Haplolobus canarioides är en tvåhjärtbladig växtart som beskrevs av Leenhouts. Haplolobus canarioides ingår i släktet Haplolobus och familjen Burseraceae. Inga underarter finns listade i Catalogue of Life.